# Peperomia hillii
Peperomia hillii är en pepparväxtart som beskrevs av William Trelease. Peperomia hillii ingår i släktet peperomior, och familjen pepparväxter. Inga underarter finns listade i Catalogue of Life.